# Dolar bermudzki
Dolar bermudzki (kod ISO 4217: BMD) – oficjalna waluta Bermudów od 1970 r. 1 dolar = 100 centów.
W obiegu znajdują się:
- monety o nominałach 1, 5, 10 i 25 centów oraz 1 dolar.
- banknoty o nominałach 2, 5, 10, 20, 50 i 100 dolarów.

Kurs dolara bermudzkiego jest sztywno związany z dolarem amerykańskim według przelicznika 1:1.